# منتخب يوغوسلافيا تحت 16 سنة لكرة السلة للرجال
منتخب يوغوسلافيا تحت 16 سنة لكرة السلة للرجال هو ممثل يوغوسلافيا الرسمي في المنافسات الدولية في كرة السلة
.